# Vaso sanitário
Vaso sanitário (português brasileiro) ou sanita (português europeu) é o objeto costumeiramente usado para satisfazer as necessidades fisiológicas do ser humano (urinar e evacuar). É também conhecido como bacia, privada, trono, patente, latrina ou bojo, em linguagem mais popular no Brasil, e como retrete em Portugal.

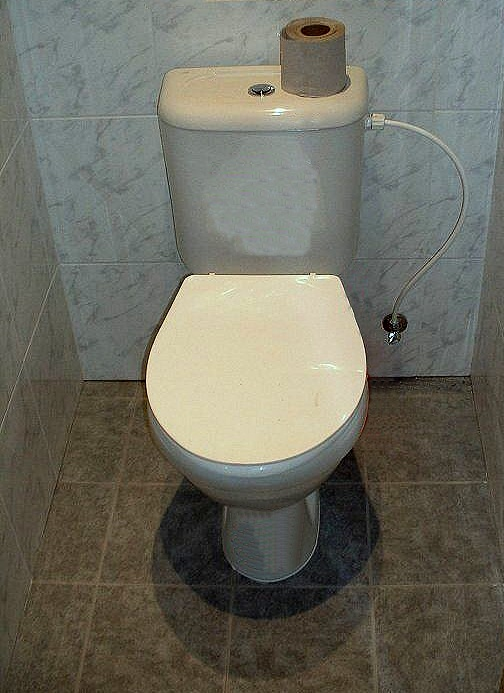
Sanita

Normalmente é um vaso de cerâmica, cuja boca ovalada é desenhada para garantir o conforto do utilizador.
Seu funcionamento é bastante simples: o vaso mantém uma quantidade de água; logo atrás, o cano do vaso sanitário que leva os dejetos faz uma curva para cima e outra para baixo - um sifão - e que, somente depois, vai para o esgoto; nessa curva, uma quantidade de água fica acumulada e, quando a descarga é acionada, uma quantidade de água é liberada.
Nos modelos mais comuns, a quantidade de água varia entre 6 e 8 litros por descarga. Com a força desta, a água depositada e seus dejetos são levados pelo cano, até a água ficar novamente estancada.

## Eficiência no uso da água
A quantidade de água utilizada para a descarga dos vasos sanitários representa um parcela significativa da água usada nas residências, condomínios e empresas. Os modelos mais antigos onde a válvula de descarga era afixada da parede consumiam em média de 12 a 15 litros de água por descarga. Em 2003 um acordo entre os fabricantes de vasos sanitários brasileiros permitiu que um novo modelo, com caixa acoplada, fosse adotado. O modelo com caixa acoplada possui um gasto fixo de 6 litros por descarga, normatizado pela NBR 15.097/04, permitindo uma economia sensível de água em relação aos modelos mais antigos. Existem modelos de vasos sanitários ainda mais econômicos em relação ao consumo de água, como os vasos sanitários de descarga dupla (3 litros para dejetos líquidos e 6 litros para dejetos sólidos) e sanitários à vácuo (1,2 a 1,5 litros de água por descarga) que utilizam ar (vácuo) para sugar os dejetos. Os sanitários a vácuo são utilizados principalmente em aviões onde o custo da água transportada é particularmente elevado e também em instalações experimentais para o uso eficiente da água.

## História

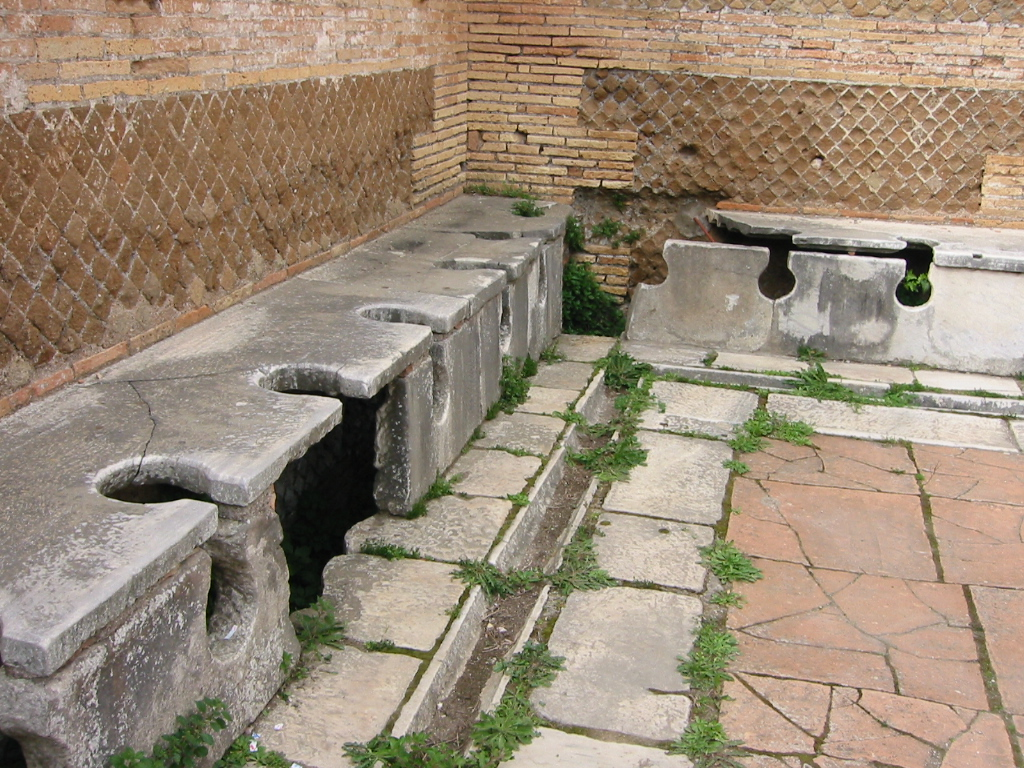
Sanitários públicos em Óstia na antiga Roma.

Nas cidades greco-romanas da antiguidade, os espaços sanitários públicos eram sempre em forma de bancos conjuntos. Nestes não havia compartições individuais. Em frente ao banco sanitário público passava sempre um pequeno córrego ou uma vala de água que era para os usuários fazerem as suas abluções.
No século XVI, famílias mais abastadas tinham cadeiras de madeira que em seu interior colocava-se um recipiente para a coleta dos dejetos. No ano de 1596, o poeta inglês John Harington descreveu aquilo que seria hoje o vaso sanitário "moderno", com descarga (ou autoclismo) e em 1778, Joseph Bramah melhorou o invento de Harington.
Em 1739, em Paris, foi criado o primeiro banheiro público com divisão por sexo e em 1885, Thomas Twyford lançou os primeiros vasos sanitários de porcelana e substituíram as peças de madeira.
Vasos com sifão foram lançados no final do século XIX e no século XX, tendo popularizado o uso de banheiros dentro das residências com vasos sanitários.

## Galeria de imagens

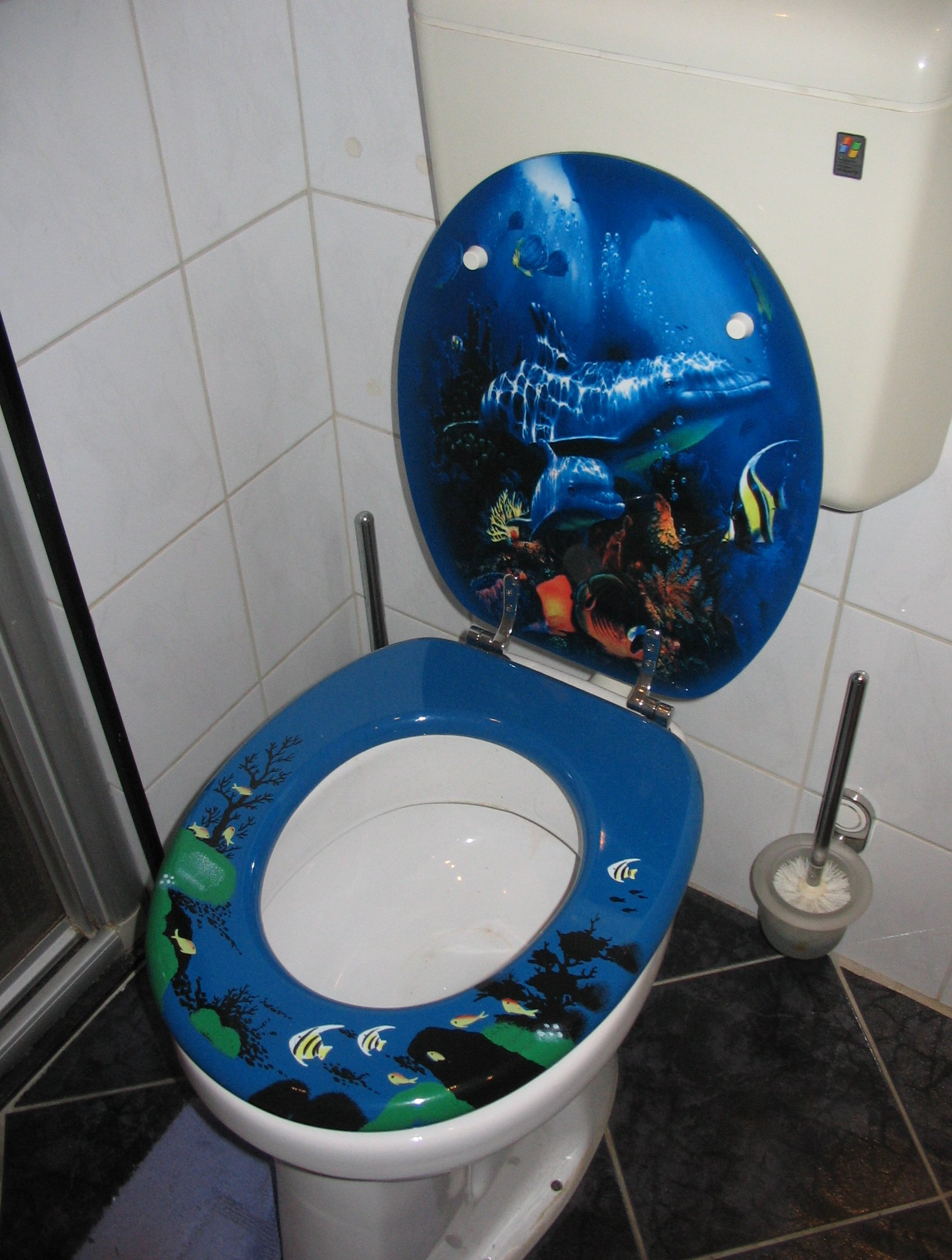
Modelo domiciliar e contemporâneo
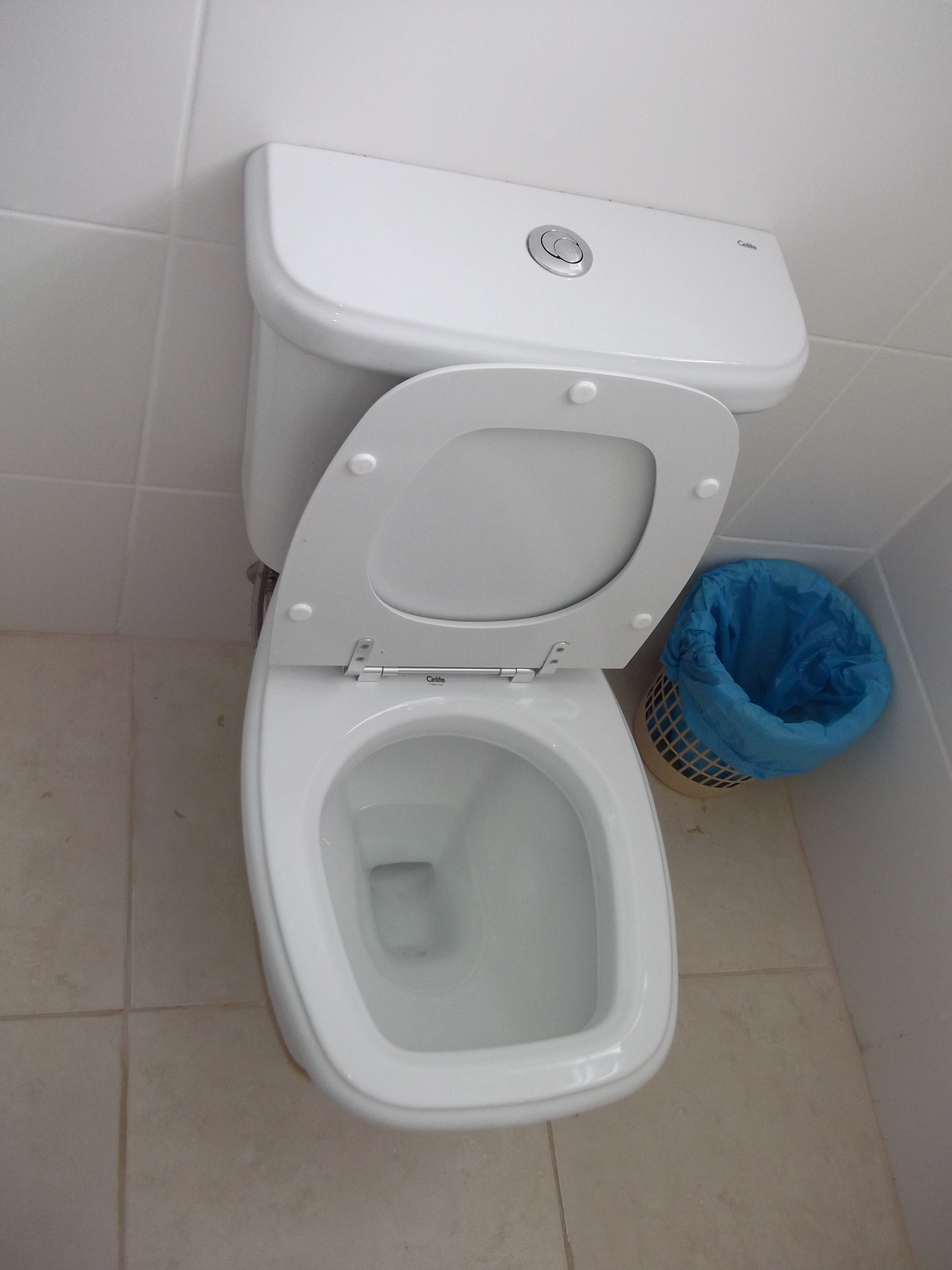
Vaso sanitário com caixa acoplada e descarga dupla
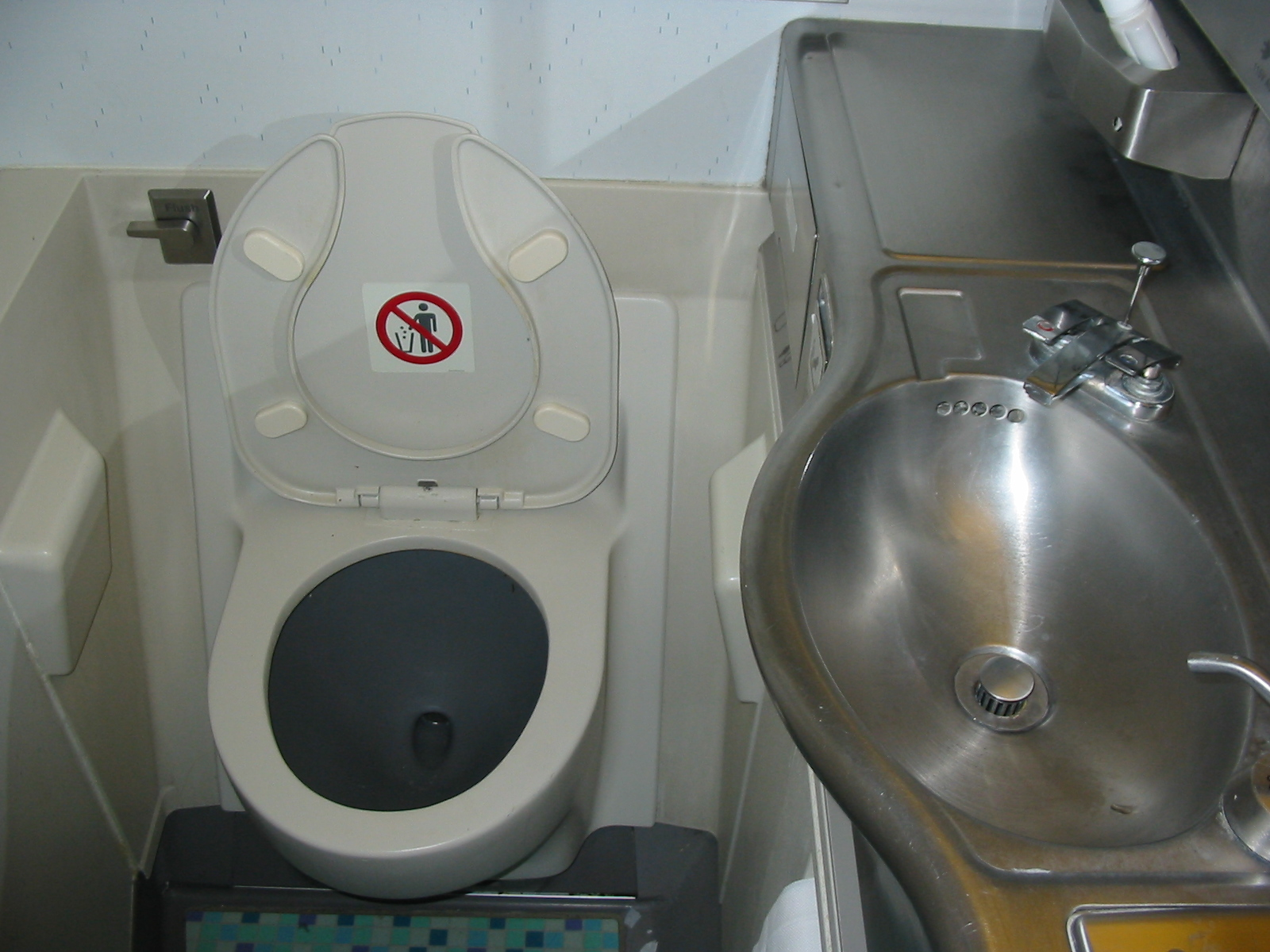
Um vaso sanitário num avião Boeing 747